# روب غرينفيلد
روب غرينفيلد (بالإنجليزية: Rob Greenfield) هو شخصية أعمال أمريكي، ولد في 28 أغسطس 1986 في آشلاند في الولايات المتحدة.

## وصلات خارجية
- الموقع الرسمي